# High Coast International Film Festival
High Coast International Film Festival (Höga Kusten Filmfestival) är en filmfestival som årligen tar plats i Lunde, Västernorrland.
Festivalen riktar in sig på independentfilm från alla delar av världen. Efter festivalen 2019 har de visat film från över 50 länder och haft besökare från bl.a. USA, Iran och flera länder från Europa.

## Pristagare 2019[3]
- Grand Prix: Minnen från Byn Torrom
- Bästa Långfilm: De Tysta Mästarna
- Bästa Film från Västernorrland: Republiken Herrskog

## Pristagare 2018[3]
- Grand Prix: The Love Letter
- Bästa Långfilm: Onikuma
- Bästa Film från Västernorrland: Häxornas Sjö - Documenting the Witch path

## Pristagare 2017[3]
- Grand Prix: Hristo

## Pristagare 2016[3]
- Grand Prix: LOSERS